# 孔德成
孔德成（1920年2月23日—2008年10月28日），字玉汝，號達生，後以達生為字。山东曲阜人，孔子第七十七代嫡长孫，襲封三十二代（末任）衍聖公，後成為第一代大成至聖先師奉祀官。
孔德成歷任輔仁大學、東吳大學、國立中興大學教授，曾任中華民國制憲國民大會代表、國民大會代表、國民參政會參政員、國立故宮中央博物院聯合管理處主任委員、國立故宮博物院管理委員會常務委員暨指導委員會委員、考試院院長、總統府資政。

## 出生
孔子世家三十一代衍聖公孔令貽原配孫氏（孫毓汶之女）未生育，於光緒二十五年（1899年）就已病故，其妾丰氏也无出。續弦陶文譜有一子，却不幸早夭。孔令貽中年無子，遂将陶夫人的贴身丫环王宝翠收为侧室。王氏先后生下两个女儿：孔德齊、孔德懋。民國八年（1919年），王氏第三度怀孕。当时身在北京的孔令貽忽然病危，他口述遺囑给当时北洋政府徐世昌大總統和逊帝溥仪：「令貽年近五旬，尚無子嗣，幸今年側室王氏懷孕，現已五月有餘，倘可生男，自當嗣為衍聖公，以符定例。……但令貽病危至此，恐不能待。……」同年11月8日，孔令貽薨於北京太僕寺街衍聖公府。经孔族内部商议，若王宝翠生下男孩，就由他承袭衍圣公；若生下女孩，则过继大宗近支西五府的孔德岡（孔令貽族兄孔令偉次子）襲爵。
民國八年農曆正月初四（1920年2月23日），王氏临产。为防有人偷换婴儿或出现意外，当时的北洋政府派军队包围了产房，到处设岗；并由一位将军坐镇孔府，北洋政府山东省省长屈映光与其他三氏的奉祀官（亞聖奉祀官孟慶棠、復聖奉祀官顏世鏞、宗聖奉祀官曾繁山）同时在场监督。孔府则把血缘关系最亲近之十二府的长辈老太太全部请来，在前堂西厢静坐监产。孔府上下门户齐开，就连只有喜庆大典、迎接圣旨和举行重大祭祀活动才开的重光门也不例外，门上还挂着弓箭，以示“飞快”、“速到”之意。王氏难产，于是有人建议再开只有皇帝出巡、或是祭孔时才能打开的曲阜正南门；也有人说孔府内宅的后花园地势较高，压着前面，必须将前边的地势抬高，“小圣人”才能进来。陶氏依言派人打开正南门，还把一块写着“鲁班高八丈”的木牌挂在后堂楼的角门上，以抬高地势。之后，孔德成终于順利誕生。孔府令人四处敲锣十三下，通报小公爷诞生，曲阜全城燃放鞭炮相賀，北洋政府亦於曲阜孔廟儀門鳴禮炮十三響，以誌聖裔不輟之慶。隨後由颜世镛負責簽字公證，並上報其出生證明:92。

## 生平

### 早年生活
孔德成出生17天時，生母王氏因產褥熱早逝，隨後孔德成由其嫡母陶氏撫養。同年6月6日（農曆四月二十日）滿百日時，孔府收到北洋政府徐世昌大總統令，孔德成正式襲封三十二代衍聖公：

「民國九年四月二十日　奉

大總統令孔德成襲封為衍聖公。

此令」

5歲時起，孔德成開始讀書，並主持孔廟的家祭。師從吳伯簫學習英文，隨詹澄秋習琴。後來因衍圣公的贵族身份，被封为曲阜明德中学的校长。但由于年纪小，实际多数事务由陶夫人代其行使职权。民國十四年（1925年），重修尼山孔廟、顏母祠、尼山書院。民國十九年（1930年），嫡母陶氏亦因病辭世，由業師王毓华（字子英）照顧起居。1930年起，孔德成在族人等輔助下，开始执掌孔府事务。同年主持大修《孔子世家谱》，他身着古代祭服，率领修谱人员同至家庙和崇圣祠，恭行祭告，然后至诗礼堂，行三跪九叩之禮，众人依次向10岁的孔德成作揖行礼。《孔子世家谱》歷時七年，于1937年编撰完成。

### 改任奉祀官
國民政府北伐之後，蔡元培以中華民國大學院院長名義廢止春祀孔典禮，並且提出「取消衍聖公，收孔廟、孔林歸國有」的主張。1928年8月，孔府以孔德成的名義呈文山東省政府主席，請求取消衍聖公封號，但要求保留祀田以守護先人所傳典章制度以及孔廟、孔府、孔林。同時，孔府還發表一份《敬告全國同胞書》，從法律的角度表達對蔡元培主張的痛心與反對。而後在孔祥熙等人的斡旋之下，衍聖公的名號得以暫時保留。1934年1月18日，国民政府会议通过《尊崇孔子发扬文化案》。该案决定：

一、衍圣公名义，改为大成至圣先师奉祀官，以特任官待遇；

二、四哲旧赠名义，如复圣后人，应改为复圣奉祀官，以简任官待遇；

三、至圣及四哲后裔，均由国家培植，至于大学毕业；

四、国家特设小学于曲阜，优待孔颜曾孟后人。

直至1935年1月18日，國民政府正式下令，將衍聖公的爵號改為大成至聖先師奉祀官：

一、茲以孔子嫡系裔孫為大成至聖先師奉祀官，以特任官待遇。此令。

二、茲以顏子嫡系裔孫為復聖奉祀官，曾子嫡系裔孫為宗聖奉祀官，孟子嫡系裔孫為亞聖奉祀官，均以簡任官待遇。此令。

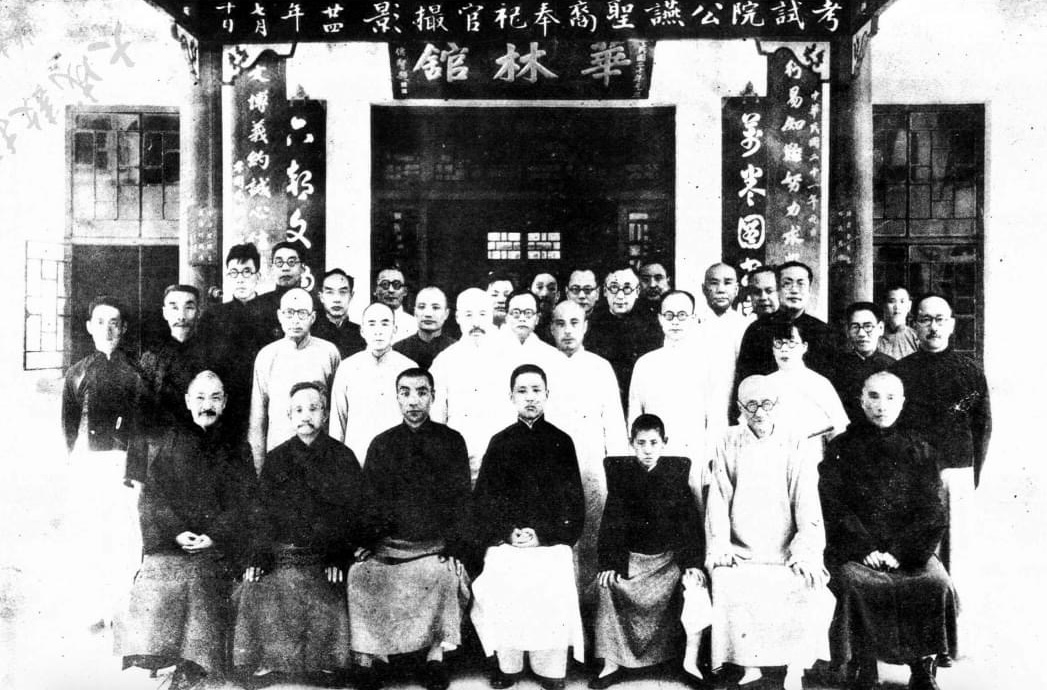
1935年考試院宴請奉祀官一行
前排左二起：孟慶棠、顏世鏞、孔德成、曾繁山

同年6月，孔德成離開曲阜，與復聖奉祀官顏世鏞、宗聖奉祀官曾繁山、亞聖奉祀官孟慶棠取道濟南前往南京。7月8日，由陳立夫主持，戴傳賢監督，孔德成於國民政府大禮堂宣誓就職，獲蔣中正親臨祝賀。嗣後偕同在京的族人前往夫子廟，舉行告廟典禮。1936年12月16日，依照陶夫人生前安排，在曲阜迎娶清末狀元帝师孫家鼐曾孫女孫琪方為妻。適值西安事變爆發，原欲親自到場祝賀的蔣中正，因為被張學良扣押，未克出席；不過仍有许多国民党要员出席並送禮致意。
1935年初，日本曾屢次派員邀請孔德成參加東京湯島聖堂孔廟的落成典禮。孔德成害怕將來成為日本人在華北軍事上的傀儡，遂派遣族人孔昭潤與顏振鴻代理出席。1937年七七事變後，孔德成協助王献唐轉運山东省图书馆的藏書。12月，日軍緊逼山東，濟南等地相繼淪陷。駐兗州七十二師師長孫桐萱奉蔣中正委員長之命，連夜安排孔德成離鄉。孔德成夫婦遂於1938年1月2日凌晨辭廟，從兗州乘火車經徐州、鄭州，在1月5日抵達漢口並發表抗日宣言，曲阜的府務則交給族叔父孔令煜代理。其後遷居重慶，住在歌樂山畔，師從呂今山、丁惟汾、王獻唐等人讀書，亦頗受友人傅斯年與屈萬里影響。期間主持成立孔學會，組織名家，召開討論及宣講會，研究弘揚孔子學術思想與民族精神。當時，四方學者雲集重慶，對傳統文化之研究有新舊觀念與方法的論辯，孔德成所受衝擊甚鉅。史學家吳湘相指出孔德成在弱冠之年，就已在學術叢林中找到一個正確走向：「做一位純粹學人，而不以道統自居」。日本投降，孔德成於1946年9月隨國民政府遷回南京，先後居住在瑯琊路、桃園新村、四海里等地，年底當選制憲國民大會代表。1947年，國軍收復曲阜，孔德成得以祭掃林廟，這是他最後一次回到曲阜；同年當選為曲阜縣第一屆國民大會代表，至1991年卸任。1948年3月，赴美國遊學，任耶魯大學研究員，與訪美學者羅常培友善，並和傅斯年同住一樓。同年被蒋中正聘為首批總統府資政，此後任職達五十餘年，是受聘時間最長的總統府資政:104, 113, 119, 309。

### 遷臺時期
1948年徐蚌會戰以後，至聖先師奉祀官府主任秘書李炳南，將曲阜孔府文物撤至臺灣，暫時將其安置於台中市省立圖書館後面的新生報宿舍（今自由路與民權路交叉口），以台中市復興路兩棟日式平房（昔復興巷，今台中後火車站附近）作為大成至聖先師奉祀官府臨時辦公室。隨後，孔府文物與故宮博物院南遷文物、國立中央博物院籌備處文物、國立中央圖書館善本圖書、中央研究院歷史語言研究所考古文物、中華民國外交部檔案一起安置於台中縣霧峰鄉庫房，由中央文物聯合保管處管理:109。
1949年2月，孔德成從美國到台灣，定居台中；但還是曾在1949年8月27日飛赴廣州市，主持孔子2500年誕辰祭典:135-140。當時孔府近支五凝堂內，除孔德成以外，「德」字輩孔氏宗親共八十人寓居各省各地，只有凝遠堂的族兄孔德冏也攜眷遷居台灣:506-512。抵台初期，孔德成先受聘於臺灣省立農學院，並於1956年擔任國立中央博物圖書院館聯合管理處主任委員；1963年因所藏《四庫全書薈要》數冊被雨水浸損而辭職。1959年由台灣省政府教育廳出資，在省立農學院（中興大學前身）的台中市南區頂橋子頭段133-8號（今國光路學生宿舍）興建孔府官邸，將奉祀官辦公室與官邸分成兩地。自1955年起，於臺灣大學中文系、人類學系兼任教授，講授「三禮研究」、「金文研究」、「殷周青銅彝器研究」課程，組織了儀禮復原的排練；直至2008年初，方因病輟教。1956年7月至1964年4月，任國立故宮中央博物院聯合管理處主任委員；1964年，獲臺灣中國書法學會第二屆會員代大會選爲首屆監事會的三位常務監事之一。爲弘揚國粹，與臺靜農、王靜芝、王北嶽、吳平等成立「六修書畫會」。1966年，兒子孔維寧在成績不足的情況下，經政府同意保送政大、臺大兩間學校，曾引起不少輿論爭議。抵台前後，孔德成即曾多次訪問日本、韓國、越南等國；1970年代後中華民國遭遇外交危機，其圣裔的身份更被看重以推動國民外交，數度訪問日韓歐美、主持祭孔典禮，還曾與教宗若望保祿二世等人晤談。
1984年9月1日至1993年4月24日，孔德成擔任中華民國考試院院長。1998年中華民國總統李登輝時代，裁撤大成至聖先師奉祀官府，只留下奉祀官官銜，使孔德成北遷。在台中官邸物品除孔子歷代的文物之外，孔德成全部都捐贈出去，經過雪心文教基金會董事長鄭勝陽整理過後，設立了「孔德成先生文物館」，位址位於台中市立德街197號。2005年11月15日，臺灣大學慶祝創校七十七周年暨改制六十周年校慶，授予孔德成榮譽博士學位。台大校長李嗣涔表示，孔德成指導中文、人類兩系師生，以實驗、復原的方法研究《儀禮》，是科際整合的典範，身為孔家第七十七代傳人，他一生都在弘揚儒家文化，促進國民外交。典禮當日由孫女孔垂玖陪同接受學位頒贈。孔德成謙虛地說，自己在台大教書五十年，貢獻甚少。他很感謝，也覺得很慚愧。台大校訓「敦品勵學、愛國愛人」正是傳統教育的基本精神，他以此自勵，且與同學共勉。

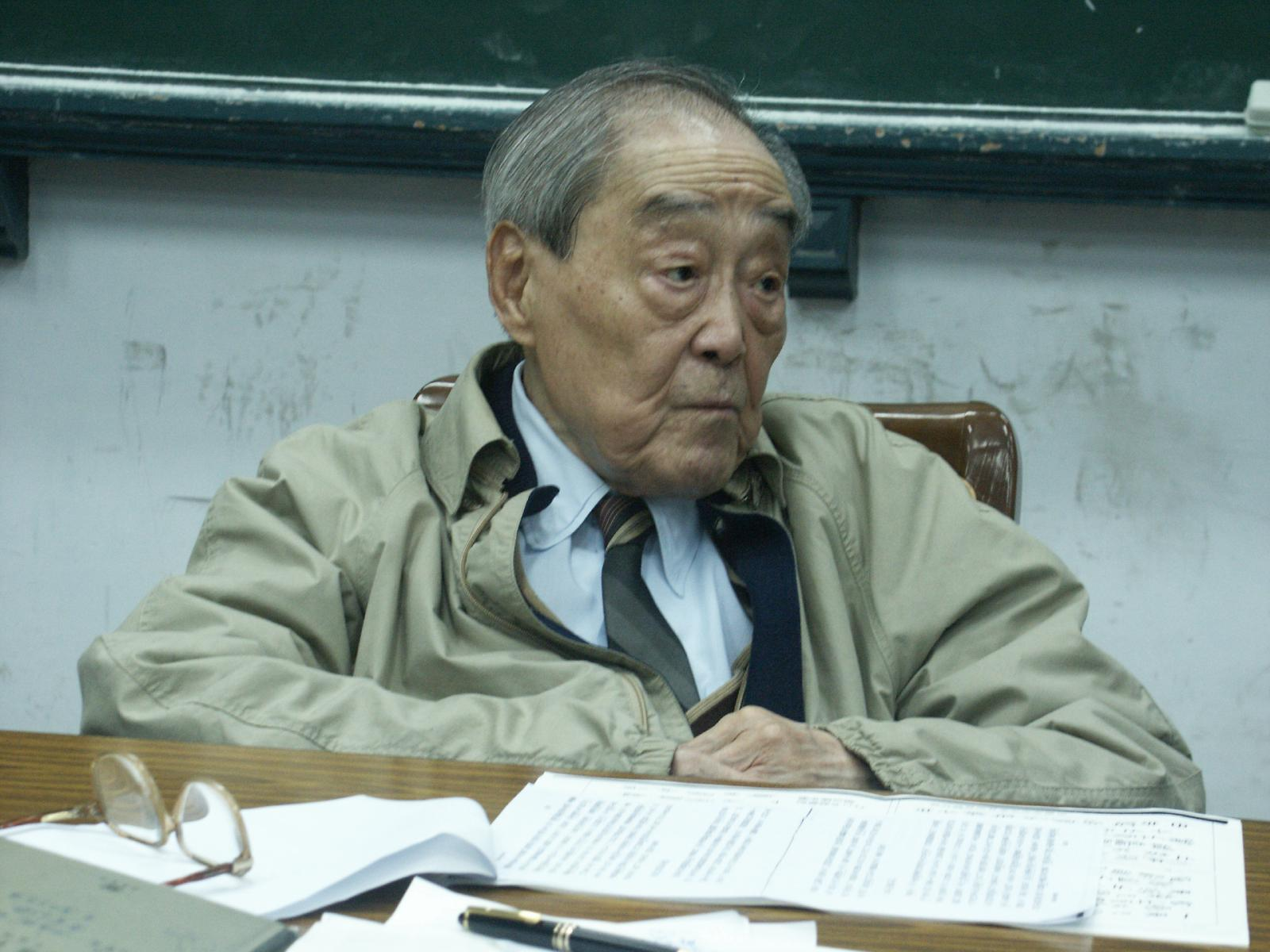
孔德成，攝於2005年

2006年1月1日，孔垂長與吳碩茵長子在台大醫院出生，是為第80代嫡長孫；孔德成將曾孫命名為「孔佑仁」，並具函呈報內政部。

### 辭世
2008年10月20日，孔德成因肺炎併發敗血症、心肺功能衰退，被送往臺北縣新店市台北慈濟醫院急救，隨即被送往內科加護病房治療，藉藥物及呼吸器穩定生命跡象。然腦部缺氧嚴重，延至10月28日上午10時50分，因心肺衰竭病逝，當時由家屬陪侍，享壽八十九歲。11月30日上午9時，在台北市立第二殯儀館景仰廳舉行公祭。馬英九總統親臨頒發褒揚令並發表追思感言，由邱創煥、許水德、錢復、孫震為靈柩覆蓋中華民國國旗，以彰忠藎。
褒揚令原文為：
|  | 大成至聖先師奉祀官、總統府前資政、考試院前院長孔德成，圭璋樂易，恪慎誠篤，為孔子七十七代嫡孫。既承家學，益累新知，勤習古代經典，浸淫書法雅藝。曾任國民大會代表、故宮博物院主任委員、中華民國孔孟學會常務理事暨總統府資政等職，襄贊籌維，導民興國。復執教臺灣、輔仁與東吳大學，夙長青銅彝器，曉暢金文研究神髓，深稽博考，嚴謹治學；嫺諳三禮樞奧，盡瘁系統學術論著，聖緒紹休，化育菁莪。數度應邀參訪諸國，闡揚孔孟教義精微，爰獲頒美國耶魯大學研究院榮譽研究員，韓國嶺南及成均館大學、日本麗澤大學、臺灣大學榮譽博士等殊榮，優游國際學術殿堂，開啟世界儒學新域，輝映海甸，雋譽芳騰。於接掌考試院任內，彰顯典試掄才意旨，丕奠考銓制度宏規，遠猷周至，靖獻多方。綜其生平，傳承儒家核心思想，弘宣中華道統文化，正聲清範，學際天人；鄒魯遺風，立教垂世。遽聞嵩齡搖落，軫念曷極，應予明令褒揚，用示政府崇禮賢哲之至意。 總 統 馬英九 行政院院長 劉兆玄 |

### 身後
儘管孔林在2006年在孔令貽墓附近為孔德成預留墓地，不過孔德成夫婦與兩個兒子最後安葬在台北縣三峽鎮龍泉墓園。2009年9月25日，大成至聖先師奉祀官一職正式由其長孫孔垂長繼承，並改為無給職。
2020年6月23日，臺北孔子廟為緬懷孔德成生前對儒學文化的奉獻，特於孔廟東廂舉辦「孔子第七十七代嫡長孫孔德成先生紀念展」，陳列展示其生平及影像紀錄。

## 家族
孔德成之父孔令貽與妾室王寶翠育有二女一子，出自五凝堂世系中的「凝緒堂」。
- 曾祖父：孔繁灝（1806年—1862年），道光二十一年（1841年）承襲衍聖公。
- 曾祖母：畢景桓（1813年—1875年），孔繁灝繼配，江蘇镇洋县人，畢沅孫女、湖南岳州府同知畢鄂珠長女[29]:361[註 2]。
  - 祖父：孔祥珂（1848年—1876年），同治二年（1863年）承襲衍聖公。
  - 祖母：彭氏（1849年—1908年），江蘇長洲人，為武英殿大學士彭蘊章孫女、河南修武縣知縣彭祖芬與周氏的女兒。
    - 父：孔令貽（1872年—1919年），光緒三年（1877年）承襲衍聖公[31]。
    - 前母：孫氏（1869年—1899年），山東济宁市人，兵部尚書孫毓汶第五女[註 3]。
    - 嫡母：陶文譜（1879年—1930年）[32][8][註 4]，祖籍浙江绍兴府，北京大名府知府陶式鋆第五女；光緒三十一年（1905年）成為孔令貽繼室[33][34]:342。
    - 庶母：豐氏（？—1926年），山東曲阜人，豐姓商戶的女兒；孔令貽在迎娶陶氏前所納妾室[35][36]。
    - 生母：王寶翠（1896年—1920年），順天遵化一位農民的女兒，在陶家做丫鬟時被取名為「寶翠」，之後被陶文譜帶到孔府[34]:342；民國三年（1914年）被納為妾室[37]:295，育有二女一子。
      - 大姐：孔德齊（1913年—1939年），字伯平，與書法家馮恕第三子馮大申結婚，早逝[38][39]。
      - 二姐：孔德懋（1917年—2021年），字仲淑，與史學家柯劭忞第三子柯昌汾結婚，後於1947年离婚[40][4]:86；中华人民共和国成立後，曾受聘為第六至第八屆全國政協委員、联合国第四次世界妇女大会中國代表[3]:506。

  - 舅祖父：彭達孫，彭祖芬與周氏長子，光绪年間於福建省臺灣府擔任知縣[41][42]。
  - 舅祖母：曾氏，江西南城人，曾協均之女、貴州巡撫曾燠孫女[43][44]。
  - 伯祖父：孔祥玑（1847年—1870年），孔繁灝庶長子、孔祥珂庶兄；正一品廕生，欽加三品銜、通议大夫[45]。
  - 伯祖母：吳氏，江苏上元人，順天府尹吳鼎昌次女；無子女，以孔祥璣姪兒孔令譽為嗣。
  - 叔祖父：孔祥璞，孔祥璣同母弟；正一品廕生、欽加三品銜，候選同知。
  - 叔祖母：譚氏，浙江山陰人，刑部尚书譚廷襄第四女。
    - 堂伯父：孔令譽（1871年—1929年），孔祥璣長子，孔令貽病故後與陶氏料理府務。妾室王氏，以族弟孔令燦次子孔德堅為嗣[46]。
    - 堂伯母：袁世英（1873年—1941年），河南項城人，內閣學士兼礼部侍郎銜袁保齡第四女、袁甲三孫女，袁世凱堂妹；孔令譽第三任正室夫人，陶氏去世后接管孔府内宅事務。有一親生子孔德垚，早逝[29]:33。
      - 再從妹：孔德恭（1926年—），孔令譽獨生女、生母王氏，隨父母搬入孔府居住，人称“孔府三小姐”[47]。晋察冀边区聯合大學政治系校友，1946年參與共产主义运动，化名「王力」，與蘇伯祥結婚[37][3]:506。
      - 再從弟：孔德堅（1926年—1998年），孔令譽嗣子、生父孔令燦；南开大学畢業、中华人民共和国化学工业部化工司總工程師，與丁學理結婚。

孔德成與孫琪方育有二子二女、孫兒女四人，曾孫兒女二人。

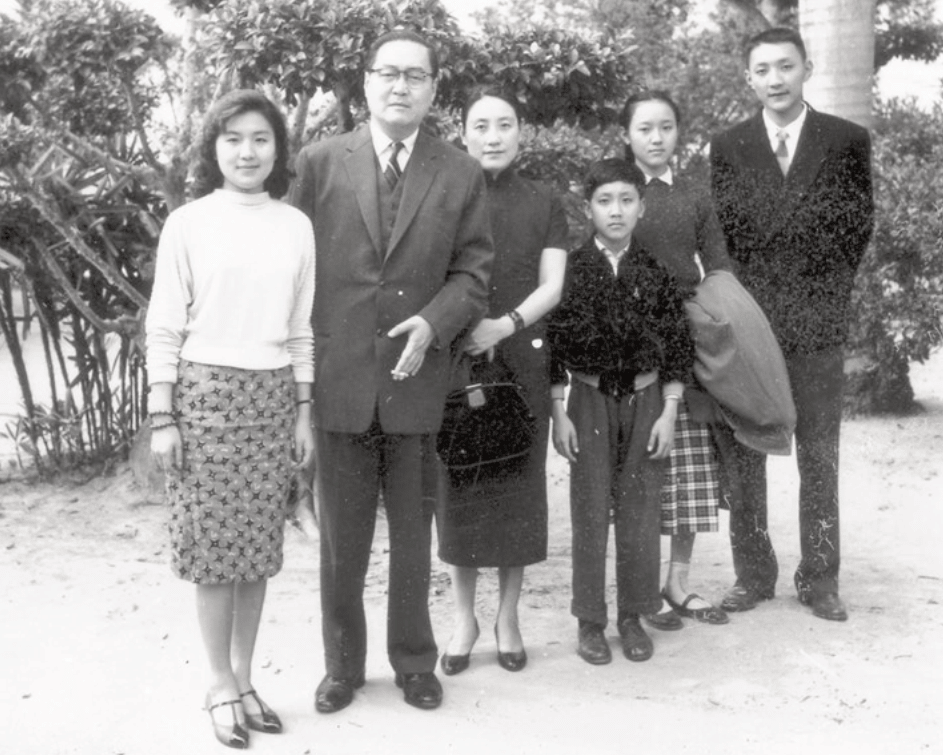
孔德成、孫琪方夫婦，以及其四名子女（1959年）

- 岳父：孫多煃（1893年—1974年），字德符，武英殿大學士孫家鼐之孫、孫傳楘次子，生母為側室王氏[48]。清末一品廕生、以郎中入仕；曾任中国实业银行北平支行副經理。
- 岳母：劉熙坤（1894年—1958年），直隶省吴桥县人，翰林院典簿劉祖棠長女；育有三子五女。[49][50]
  - 妻：孫琪方（1919年—2011年），字林君[51]，祖籍安徽省壽縣，孫多煃長女。1936年12月16日結婚，育有二子二女。[4]:99, 357-358
    - 長女：孔維鄂（Lucy Wei-O Kung，1938年—），生於漢口市。1959年與美國人包雅志結婚，育有一子包尚恩（George Sean Conger）。[52][53][4]:261
    - 長女婿：包雅志（Lester Mykel Conger，1923年—1972年），美国威斯康辛州普利茅斯（英语：Plymouth, Wisconsin）人，萊斯特·威廉·康格爾（Lester William Conger）與凱瑟琳·邁克爾（Kathryn Mykel）之子。[54][55]
      - 外孫：包尚恩（George Sean Conger）[56][57][3]:622

    - 長子：孔維益（1939年—1989年），字魯僑，生於重慶市。畢業於國立政治大學中文系，任教於育達商職、中國文化大學夜間部，曾任黎明工專專任副教授、國立臺灣藝專副教授，授課國文。1989年因心肌梗塞病故於臺灣省臺北縣，未襲封奉祀官，享年五十歲。[4]:224, 228, 295
    - 長媳：潔，莒縣渟溝望族出身，于蘇民與于穆允鶴的女兒。1971年結婚，育有一女孔垂梅、一子孔垂長。[58][59][60][4]:228, 231
      - 孫女：孔垂梅（1971年—），於中華航空任職，2001年與周孔德結婚，育有一女周詠萱。[4]:335
      - 孫子：孔垂長（1975年—），2005年與高雄人吳碩茵結婚；2009年，承襲大成至聖先師奉祀官。

    - 次女：孔維崍（1941年—），生於重慶市。1973年與李莎結婚，育有一女李舜容、一子李自平。[61][62]:200
    - 次女婿：李莎（1924年—1993年），本名李仰弼，山西省垣曲縣人，李效忠與閻春花第四子[63][64][62]:199, 244。曾任《創作月刊》詩欄主編、中華民國最高法院書記官及主任，與覃子豪合編《自立晚報》新詩周刊，參加紀弦籌組之「現代派」，並曾為《自由青年》、《創作月刊》主選詩稿和撰寫評介。[65]
      - 外孫女：李舜容（1973年—）[66][62]:235
      - 外孫：李自平（1975年—），國立臺灣大學經濟學系校友。[67][68][69]:249

    - 次子：孔維寧（1947年—2010年），生於南京市。大學分發至國立臺灣大學考古人類學系就讀、畢業於輔仁大學中文系，曾於士林高中教授國文兩年，後於黎明工專長期任教至退休。[4]:226, 233
    - 次媳：吳涯（1949年—），祖籍湖北省黄梅县，吳俊與李振鸚長女[70]。於金甌女中擔任教師、教務主任，任教逾四十年[71]；1974年結婚，育有二女孔垂玖、孔垂永。[4]:99, 233-234
      - 孫女：孔垂玖（1983年—），畢業於國立臺灣大學資訊工程學系碩士班，於中華電信任職。[72][4]:236
      - 孫女：孔垂永（1988年—），畢業於國立臺灣大學工管系。[73]

### 世系圖
|        |        |        |        |        |        |        |        |        |        |        |        |        |        |        |        |        |        |        |        |        |        |        |        |        |        |        |        | 孔令貽 | 孔令貽 | 孔令貽 | 孔令貽 | 孔令貽 | 孔令貽 |        |        | 王寶翠 | 王寶翠 | 王寶翠 | 王寶翠 | 王寶翠 | 王寶翠 |        |        |        |        |        |        |        |        |  |  |        |        |        |        |        |        |  |  |        |        |        |        |        |        |  |  |        |        |        |        |        |        |  |  |  |  |
|        |        |        |        |        |        |        |        |        |        |        |        |        |        |        |        |        |        |        |        |        |        |        |        |        |        |        |        | 孔令貽 | 孔令貽 | 孔令貽 | 孔令貽 | 孔令貽 | 孔令貽 |        |        | 王寶翠 | 王寶翠 | 王寶翠 | 王寶翠 | 王寶翠 | 王寶翠 |        |        |        |        |        |        |        |        |  |  |        |        |        |        |        |        |  |  |        |        |        |        |        |        |  |  |        |        |        |        |        |        |  |  |  |  |
|        |        |        |        |        |        |        |        |        |        |        |        |        |        |        |        |        |        |        |        |        |        |        |        |        |        |        |        |        |        |        |        |        |        |        |        |        |        |        |        |        |        |        |        |        |        |        |        |        |        |  |  |        |        |        |        |        |        |  |  |        |        |        |        |        |        |  |  |        |        |        |        |        |        |  |  |  |  |
|        |        |        |        |        |        |        |        |        |        |        |        |        |        |        |        |        |        |        |        |        |        |        |        |        |        |        |        |        |        |        |        |        |        |        |        |        |        |        |        |        |        |        |        |        |        |        |        |        |        |  |  |        |        |        |        |        |        |  |  |        |        |        |        |        |        |  |  |        |        |        |        |        |        |  |  |  |  |
|        |        |        |        |        |        |        |        |        |        |        |        |        |        |        |        | 孔德齊 | 孔德齊 | 孔德齊 | 孔德齊 | 孔德齊 | 孔德齊 |        |        | 孔德懋 | 孔德懋 | 孔德懋 | 孔德懋 | 孔德懋 | 孔德懋 |        |        | 孔德成 | 孔德成 | 孔德成 | 孔德成 | 孔德成 | 孔德成 |        |        | 孫琪方 | 孫琪方 | 孫琪方 | 孫琪方 | 孫琪方 | 孫琪方 |        |        |        |        |  |  |        |        |        |        |        |        |  |  |        |        |        |        |        |        |  |  |        |        |        |        |        |        |  |  |  |  |
|        |        |        |        |        |        |        |        |        |        |        |        |        |        |        |        | 孔德齊 | 孔德齊 | 孔德齊 | 孔德齊 | 孔德齊 | 孔德齊 |        |        | 孔德懋 | 孔德懋 | 孔德懋 | 孔德懋 | 孔德懋 | 孔德懋 |        |        | 孔德成 | 孔德成 | 孔德成 | 孔德成 | 孔德成 | 孔德成 |        |        | 孫琪方 | 孫琪方 | 孫琪方 | 孫琪方 | 孫琪方 | 孫琪方 |        |        |        |        |  |  |        |        |        |        |        |        |  |  |        |        |        |        |        |        |  |  |        |        |        |        |        |        |  |  |  |  |
|        |        |        |        |        |        |        |        |        |        |        |        |        |        |        |        |        |        |        |        |        |        |        |        |        |        |        |        |        |        |        |        |        |        |        |        |        |        |        |        |        |        |        |        |        |        |        |        |        |        |  |  |        |        |        |        |        |        |  |  |        |        |        |        |        |        |  |  |        |        |        |        |        |        |  |  |  |  |
|        |        |        |        |        |        |        |        |        |        |        |        |        |        |        |        |        |        |        |        |        |        |        |        |        |        |        |        |        |        |        |        |        |        |        |        |        |        |        |        |        |        |        |        |        |        |        |        |        |        |  |  |        |        |        |        |        |        |  |  |        |        |        |        |        |        |  |  |        |        |        |        |        |        |  |  |  |  |
| 包雅志 | 包雅志 | 包雅志 | 包雅志 | 包雅志 | 包雅志 |        |        | 孔維鄂 | 孔維鄂 | 孔維鄂 | 孔維鄂 | 孔維鄂 | 孔維鄂 |        |        |        |        |        |        |        |        |        |        | 曰潔   | 曰潔   | 曰潔   | 曰潔   | 曰潔   | 曰潔   |        |        | 孔維益 | 孔維益 | 孔維益 | 孔維益 | 孔維益 | 孔維益 |        |        |        |        |        |        | 孔維崍 | 孔維崍 | 孔維崍 | 孔維崍 | 孔維崍 | 孔維崍 |  |  | 李仰弼 | 李仰弼 | 李仰弼 | 李仰弼 | 李仰弼 | 李仰弼 |  |  | 孔维宁 | 孔维宁 | 孔维宁 | 孔维宁 | 孔维宁 | 孔维宁 |  |  | 吳涯   | 吳涯   | 吳涯   | 吳涯   | 吳涯   | 吳涯   |  |  |  |  |
| 包雅志 | 包雅志 | 包雅志 | 包雅志 | 包雅志 | 包雅志 |        |        | 孔維鄂 | 孔維鄂 | 孔維鄂 | 孔維鄂 | 孔維鄂 | 孔維鄂 |        |        |        |        |        |        |        |        |        |        | 曰潔   | 曰潔   | 曰潔   | 曰潔   | 曰潔   | 曰潔   |        |        | 孔維益 | 孔維益 | 孔維益 | 孔維益 | 孔維益 | 孔維益 |        |        |        |        |        |        | 孔維崍 | 孔維崍 | 孔維崍 | 孔維崍 | 孔維崍 | 孔維崍 |  |  | 李仰弼 | 李仰弼 | 李仰弼 | 李仰弼 | 李仰弼 | 李仰弼 |  |  | 孔维宁 | 孔维宁 | 孔维宁 | 孔维宁 | 孔维宁 | 孔维宁 |  |  | 吳涯   | 吳涯   | 吳涯   | 吳涯   | 吳涯   | 吳涯   |  |  |  |  |
|        |        |        |        |        |        |        |        |        |        |        |        |        |        |        |        |        |        |        |        |        |        |        |        |        |        |        |        |        |        |        |        |        |        |        |        |        |        |        |        |        |        |        |        |        |        |        |        |        |        |  |  |        |        |        |        |        |        |  |  |        |        |        |        |        |        |  |  |        |        |        |        |        |        |  |  |  |  |
|        |        |        |        |        |        |        |        |        |        |        |        |        |        |        |        |        |        |        |        |        |        |        |        |        |        |        |        |        |        |        |        |        |        |        |        |        |        |        |        |        |        |        |        |        |        |        |        |        |        |  |  |        |        |        |        |        |        |  |  |        |        |        |        |        |        |  |  |        |        |        |        |        |        |  |  |  |  |
|        |        |        |        | 包尚恩 | 包尚恩 | 包尚恩 | 包尚恩 | 包尚恩 | 包尚恩 |        |        | 周孔德 | 周孔德 | 周孔德 | 周孔德 | 周孔德 | 周孔德 |        |        | 孔垂梅 | 孔垂梅 | 孔垂梅 | 孔垂梅 | 孔垂梅 | 孔垂梅 |        |        | 孔垂長 | 孔垂長 | 孔垂長 | 孔垂長 | 孔垂長 | 孔垂長 |        |        | 吳碩茵 | 吳碩茵 | 吳碩茵 | 吳碩茵 | 吳碩茵 | 吳碩茵 |        |        | 李舜容 | 李舜容 | 李舜容 | 李舜容 | 李舜容 | 李舜容 |  |  | 李自平 | 李自平 | 李自平 | 李自平 | 李自平 | 李自平 |  |  | 孔垂玖 | 孔垂玖 | 孔垂玖 | 孔垂玖 | 孔垂玖 | 孔垂玖 |  |  | 孔垂永 | 孔垂永 | 孔垂永 | 孔垂永 | 孔垂永 | 孔垂永 |  |  |  |  |
|        |        |        |        | 包尚恩 | 包尚恩 | 包尚恩 | 包尚恩 | 包尚恩 | 包尚恩 |        |        | 周孔德 | 周孔德 | 周孔德 | 周孔德 | 周孔德 | 周孔德 |        |        | 孔垂梅 | 孔垂梅 | 孔垂梅 | 孔垂梅 | 孔垂梅 | 孔垂梅 |        |        | 孔垂長 | 孔垂長 | 孔垂長 | 孔垂長 | 孔垂長 | 孔垂長 |        |        | 吳碩茵 | 吳碩茵 | 吳碩茵 | 吳碩茵 | 吳碩茵 | 吳碩茵 |        |        | 李舜容 | 李舜容 | 李舜容 | 李舜容 | 李舜容 | 李舜容 |  |  | 李自平 | 李自平 | 李自平 | 李自平 | 李自平 | 李自平 |  |  | 孔垂玖 | 孔垂玖 | 孔垂玖 | 孔垂玖 | 孔垂玖 | 孔垂玖 |  |  | 孔垂永 | 孔垂永 | 孔垂永 | 孔垂永 | 孔垂永 | 孔垂永 |  |  |  |  |
|        |        |        |        |        |        |        |        |        |        |        |        |        |        |        |        |        |        |        |        |        |        |        |        |        |        |        |        |        |        |        |        |        |        |        |        |        |        |        |        |        |        |        |        |        |        |        |        |        |        |  |  |        |        |        |        |        |        |  |  |        |        |        |        |        |        |  |  |        |        |        |        |        |        |  |  |  |  |
|        |        |        |        |        |        |        |        |        |        |        |        |        |        |        |        |        |        |        |        |        |        |        |        |        |        |        |        |        |        |        |        |        |        |        |        |        |        |        |        |        |        |        |        |        |        |        |        |        |        |  |  |        |        |        |        |        |        |  |  |        |        |        |        |        |        |  |  |        |        |        |        |        |        |  |  |  |  |
|        |        |        |        |        |        |        |        |        |        |        |        |        |        |        |        | 周詠萱 | 周詠萱 | 周詠萱 | 周詠萱 | 周詠萱 | 周詠萱 |        |        |        |        |        |        | 孔佑仁 | 孔佑仁 | 孔佑仁 | 孔佑仁 | 孔佑仁 | 孔佑仁 |        |        | 孔佑心 | 孔佑心 | 孔佑心 | 孔佑心 | 孔佑心 | 孔佑心 |        |        |        |        |        |        |        |        |  |  |        |        |        |        |        |        |  |  |        |        |        |        |        |        |  |  |        |        |        |        |        |        |  |  |  |  |

## 學術

### 歷年著作
| 1  | 《說文月刊》                     | 「自土沮漆」                                                             | 3卷10期      | 頁169-170     | 1943年5月     |
| 2  | 《民主評論》                     | 論儒家之「禮」                                                           | 7卷13期      | 頁1-6         | 1956年7月     |
| 3  | 《中國一周》                     | 如何讀經                                                                 | 336期        | 頁4-7         | 1956年10月    |
| 4  | 《青年年會學術論文集》           | 論儒家之「禮」                                                           |              | 頁248-260     | 1958年6月     |
| 5  | 《幼獅學報》                     | 論儒家之「禮」                                                           | 1卷1期       | 頁14          | 1958年10月    |
| 6  | 《建設》                         | 孔子的政治主張與倫理學說                                                 | 9卷5期       | 頁10-11       | 1960年10月    |
| 7  | 《傳記文學》                     | 我所認識的秦紹文先生                                                     | 3卷6期       | 頁28          | 1963年12月    |
| 8  | 《東海學報》                     | 說兕觥                                                                   | 6卷1期       | 頁19-20       | 1964年6月     |
| 9  | 《孔孟月刊》                     | 先聖孔子的事蹟及其學說                                                   | 4卷7期       | 頁22-30       | 1966年3月     |
| 10 | 《文史哲學報》                   | 釋牢                                                                     | 15期         | 頁181-185     | 1966年8月     |
| 11 | 《東海學報》                     | 儀禮十七篇之淵源及傳授                                                   | 8卷1期       | 頁127-134     | 1967年1月     |
| 12 | 《東海文薈》                     | 儀禮十七篇之淵源及傳授                                                   | 8期          | 頁87-94       | 1967年7月     |
| 13 | 《中華文化特質論叢》教育部文化局 | 論儒家之「禮」                                                           |              |               | 1968年        |
| 14 | 《中華文化復興月刊》             | 中華文化的根本與生活規範的實踐                                           | 2卷11期      | 頁32          | 1969年1月     |
| 15 | 《人文學報》                     | 梁其鐘銘釋文                                                             | 1期          | 頁25-27       | 1970年9月     |
| 16 | 《中華文化復興月刊》             | 禮記概說                                                                 | 3卷11期      | 頁55-57       | 1970年11月    |
| 17 | 《中華文化復興月刊》             | 守成與創新                                                               | 4卷11期      | 頁31-32       | 1971年11月    |
| 18 | 《文史哲學報》                   | 唐玄宗及宋真宗禪地祇玉冊跋                                               | 21期         | 頁51-58       | 1972年6月     |
| 19 | 《中華文化復興月刊》             | 道德與勇氣                                                               | 5卷11期      | 頁20          | 1972年11月    |
| 20 | 《中國圖書館學會會報》           | 圖書以外的我國古史資料之一 － 金文                                       | 25期         | 頁1-3         | 1973年12月    |
| 21 | 《中央月刊》                     | 從文化的觀點看中華民國之前途                                             | 7卷1期       | 頁90-94       | 1974年10月    |
| 22 | 《大成》                         | 吾家大事                                                                 | 104期        | 頁16          | 1982年7月     |
| 23 | 《藝壇》 《國立歷史博物館館刊》  | 中國文字與美術的關係 － 全日本書道協會主辦 － 中華民國書法展覽會上講演詞 | 189期 2卷2期 | 頁4-5； 頁2-3 | 1983年12月    |
| 24 | 《中央日報》                     | 儒學中之師道                                                             |              |               | 1985年9月28日 |
| 25 | 《聯合報》                       | 庭訓與師訓                                                               |              |               | 1986年9月28日 |
| 26 | 《孔孟月刊》                     | 儒家的禮教                                                               | 25卷12期     | 頁20-24       | 1987年8月     |

### 學術專書及計畫報告
- 1937年，《孔子世家譜》，曲阜孔氏排印本。
- 1951年，《禮記釋義》。
- 1957年，《孔子聖蹟圖》，臺北，中國文教出版社。
- 1968年，《金文選讀》，臺北，藝文印書館。
- 1968年，《論儒家之禮》，臺北，教育部文化局。
- 1974年，《明清散文選注》，臺北，正中書局。

### 其他著作
- 1953年，《禮記敘論》，臺大講義。
- 1955年，《金文講義》，臺大講義。

## 荣誉

### 中华民国勋章奖章
- 二等卿云勋章（1993年5月10日于台北总统府颁授[74]）

## 軼事
- 1928年4月22日，蔣中正赴曲阜，對孔子像行三鞠躬禮。孔德成年僅八歲，以一百二十道菜的帝王宴規格宴請。席上，蔣還親手剝了一只橘子給孔德成吃；而孔德成也因自幼父母雙亡，故對特別關照他的蔣中正、宋美齡夫婦有著特殊的情感。孔德成的學生黃啟方回憶，大陸改革開放後他到寧波觀光，在見聞中寫到「這是蔣中正的故居」，結果因為未加上「先生」二字被老師認為不禮貌、忘本[4]:248, 253。
- 民國二十五年（1936年），莊陔蘭就職於大成至聖先師奉祀官府，孔德成師從他學習國學、書法。初從二王，後轉顏體、北魏張猛龍碑，四體（隸書、楷書、篆書、金文）皆擅，精於甲骨、金石文字[4]:85, 384。
- 在台灣時期，孔德成曾在酒酣耳熱之後對學生自我解嘲說「我也是Duke（公爵）呢！」[4]:282。
- 孔德成父母的墓葬在文化大革命時期遭到挖掘與侮辱。孫女孔垂梅回憶說，1990年「有天，我看到爺爺在看報，突然冒出一句，『紅衛兵連俺娘的墳都給挖了。』然後長歎一聲，『唉……』」孔德成自1949年直至去世共59年間，再未返回大陸，也反對親友前往[4]:155, 299, 331-333。
- 國府遷臺後，大成至聖先師奉祀官仍為有給職，曾引起當時主張西化論的作家李敖批評。李敖撰文表示，他認為孔德成固然後天努力不少，不過既然接受許多職務任命便已足夠，不應再「白吃祖宗飯」、接受這份世職「津貼」[75]。
- 孔德成教育子女，未用兩千年來傳統嚴格的的儒學教育方式，對於新式教育保持尊重態度；因此，他的子女在台童年與自己截然不同。由於在蔣中正時代大受重用，孔德成相當忙碌，無法親自督導子女教育，由秘書李炳南代為教育四個子女儒學。據孔德成夫人孫琪方對其二媳婦吳涯所言，她慶幸他們一家人已經離開孔府，不然在養尊處優的環境中，可能更難管教[4]:168。

## 附註
1. 1 2  據歷史傳承慣例，若衍聖公為獨子，其祀則兼祧。在清朝時規定為：「……衍聖公長子則承大爵（即衍聖公）；次子至十五歲，則授以世襲翰林院五經博士，以主子思子祀事（中華民國述聖奉祀官前身）；三子則襲太常寺博士，主汶上縣聖澤書院祀。每隨一代公爵遞為更授。」[1]
2. ↑  「……嘉慶十八年八月二十四日卯時生，光緒元年四月十九日亥時卒，年六十三」[30]:19
3. ↑  「夫人孫氏，濟甯人，兵部尚書軍機大臣敏汶五女。同治八年五月十六日未時生，光緒二十五年二月二十三日戌時卒，年三十一」[30]:19
4. ↑  「繼配陶夫人，生於清光緒五年（公元1879年）夏曆十一月初五日未時，卒於民國十九年（公元1930年）夏曆三月二十二日未時，享年五十二歲。王姨太（寶翠），生於清光緒二十二年（公元1896年）夏曆八月十三日辰時，民國九年（公元1920年）正月初四生儲公孔德成，二十二日辰時，因產後血虛病故。享年二十五歲。後於民國十九年（公元1930年）夏曆九月二十三日起厝與孔令貽合葬。豐姨太卒於民國十五年（公元1926年）十月，生年不詳。大小姐生於民國二年（公元1913年）十一月十三日寅時。二小姐生於民國六年（公元1917年）九月十五日子時。儲公孔德成生於民國九年（公元1920年）夏曆正月初四日巳時（公曆二月二十三日）。[29]:33」